# Венесуэльская кухня
Венесуэльская кухня (исп. Gastronomía de Venezuela) — набор кулинарных традиций, характерных для Венесуэлы.
Сформировалась под влиянием европейской кухни, а также индейских и африканских кулинарных традиций. В различных регионах страны может варьироваться. Основой её являются кукуруза, рис, плантаны, бобовые и мясо в умеренных количествах, обычно свинина, а также птица. Широко используются тропические фрукты и различные овощи, например, помидоры, лук, баклажаны, шпинат. Из крахмалистых овощей используются картофель, ямс и батат.

## Традиции и особенности

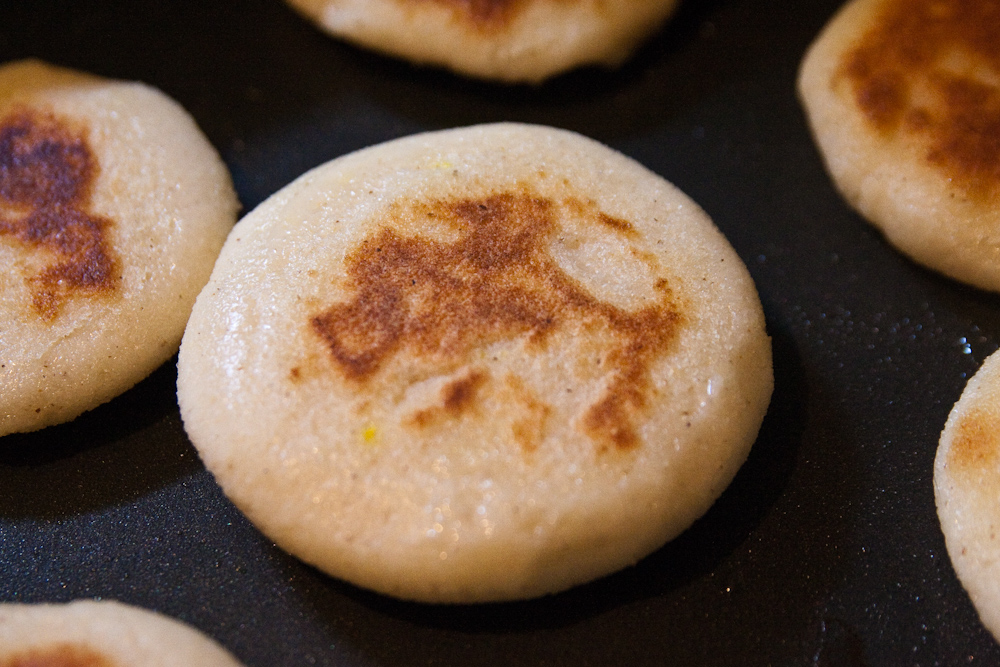
Арепа — одно из известных блюд венесуэльской кухни

Венесуэльская кухня очень разнообразна, как и вся культура страны. С одной стороны, она формировалась на основе кулинарии местного индейского населения. Однако значительное влияние на неё оказала европейская средиземноморская кухня, в особенности испанская, итальянская, португальская и французская. Также заметно повлияли на кухню Венесуэлы кулинарные обычаи африканского происхождения.
Те или иные продукты могут употребляться более или менее широко в зависимости от географического расположения региона страны. Так, например, в прибрежных районах широко распространено употребление рыбы и морепродуктов, а жители равнинной местности едят больше продуктов скотоводства. В Андах основой питания являются злаки, корнеплоды, дичь и баранина.
Вероятно, одним из самых известных блюд венесуэльской кухни является арепа — лепёшки из кукурузной муки, которые могут употребляться как сами по себе, так и с различными начинками, например, сыром или мясом. На Рождество принято готовить хлеб с ветчиной, изюмом и оливками. Из напитков популярны пиво и фруктовые соки. Традиционным спиртным напитком является ангостура (концентрированный биттер), а также кокуй — крепкий алкоголь из агавы.

## Типичные блюда
- Арепа
- Ветчинный хлеб
- Качапа — тонкие блины из кукурузной муки.
- Кесо де мано — мягкий белый сыр.
- Санкочо — густой суп.
- Чичаррон — жареная свиная шкура.